# Uwe Nittel

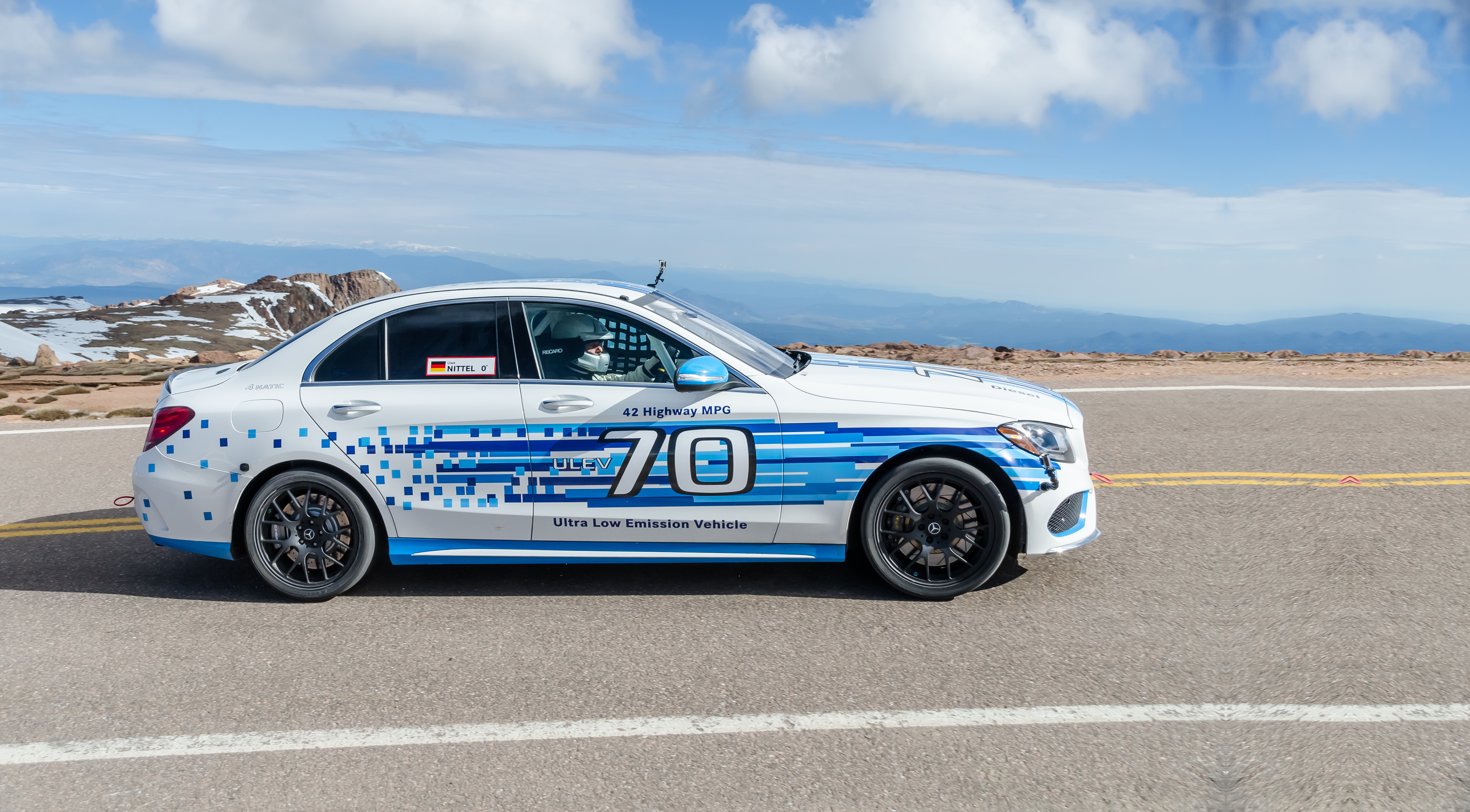
Uwe Nittel beim Pikes Peak-Rennen 2015

Uwe Nittel (* 29. Mai 1969 in Michelbach an der Bilz) ist ein deutscher Unternehmer und Automobilrennfahrer.

## Karriere
Uwe Nittel begann seine Motorsportlaufbahn 1988 im Automobil-Slalom und wechselte ein Jahr später in den Rallyesport.
1990 und 1991 startete er für das ADAC Junior Rallye Team Württemberg mit Opel-Fahrzeugen in der Deutschen Rallye Trophäe. 1991 gewann er den ADAC-Rallye-Junior-Cup. Ab 1992 fuhr er zunächst ein Jahr mit einem Opel Kadett GSI 16V und danach mit einem Ford Sierra RS Cosworth 4×4 bis 1994 in der Deutschen Rallye-Meisterschaft (DRM). Dort erreichte 1994 er mit dem sechsten Platz seine beste Saisonwertung in dieser Meisterschaft.
1995 ging er als Privatfahrer mit einem Toyota Celica GT-Four in der N4-Klasse (PWRC) der Rallye-Weltmeisterschaft (WRC) an den Start und beendete die Saison mit dem achten Platz. Im folgenden Jahr wurde er in das Mitsubishi-Werksteam Ralliart Germany aufgenommen und fuhr zusammen mit der Beifahrerin Christina Thörner bis 1998 in der WRC. In dieser Zeit erreichte Nittel seine größten Rallye-Erfolge und gewann 1996 mit einem Mitsubishi Lancer Evo III den PWRC-Vize-Weltmeistertitel der Gruppe N. 1997 erzielte er mit dem 17. Platz in der Gesamtwertung sein bestes Resultat in der WRC.
Nach der Saison 1998 verließ Nittel das Mitsubishi-Werksteam und fuhr 1999, 2000 und 2008 für private Teams in der WRC. In seiner letzten WRC-Saison belegte er den 23. Platz in der PWRC-Gesamtwertung. Seine besten Endergebnisse in einer Weltmeisterschaft-Rallye erreichte er in der Rallye Argentinien und der Acropolis Rally jeweils 1996 sowie in der Rallye Katalonien 2000 mit dem ersten Platz in der N4-Wertung.
In den Jahren von 2002 bis 2015 startete er hauptsächlich mit einem Mercedes-Benz 190E 2.5 16V oder Mitsubishi Lancer Evo IX in verschiedenen nationalen und internationalen Rallye-Wettbewerben. Neben einigen Gesamtsiegen belegte er auch mehrere Top-Ten-Platzierungen.
Parallel zum Rallyesport trat Uwe Nittel von 1992 bis 2018 auch regelmäßig beim 24-Stunden-Rennen auf dem Nürburgring an. Dort erzielte er 2007 zusammen mit seinen Fahrerkollegen auf einem Porsche 996 GT3-R von Ruf den siebten Gesamtplatz und seine beste Platzierung in dieser Wettbewerbsveranstaltung.
2010 und 2011 ging er in der Truck-Racing-Europameisterschaft an den Start. In seiner ersten Saison belegte er mit einem Freightliner den neunten Platz und im darauffolgenden Jahr erreichte er im MAN-Truck den siebten Platz in der Gesamtwertung. 2011 gewann er mit seinem Teamkollegen Antonio Albacete die Meisterschafts-Teamwertung.
2011 fuhr er zusammen mit Oliver Mayer für das Rennteam Black Falcon mit einem Mercedes-Benz SLS AMG GT3 beim ADAC-GT-Masters-Rennen auf dem Sachsenring.
2015 startete er als Werksfahrer für Mercedes-Benz mit einem Mercedes-Benz C 300 d 4MATIC beim Pikes Peak-Rennen. Dort unterbot er den bisherigen Streckenrekord für Diesel-PKWs mit einer Zeit von 11,37 min um zwei Minuten.
Seit 1999 ist Nittel Inhaber einer Rallyefahrschule. Er ist verheiratet, hat zwei Söhne und lebt in Adelmannsfelden.